# Championnat du monde par équipes de parties rapides d'échecs

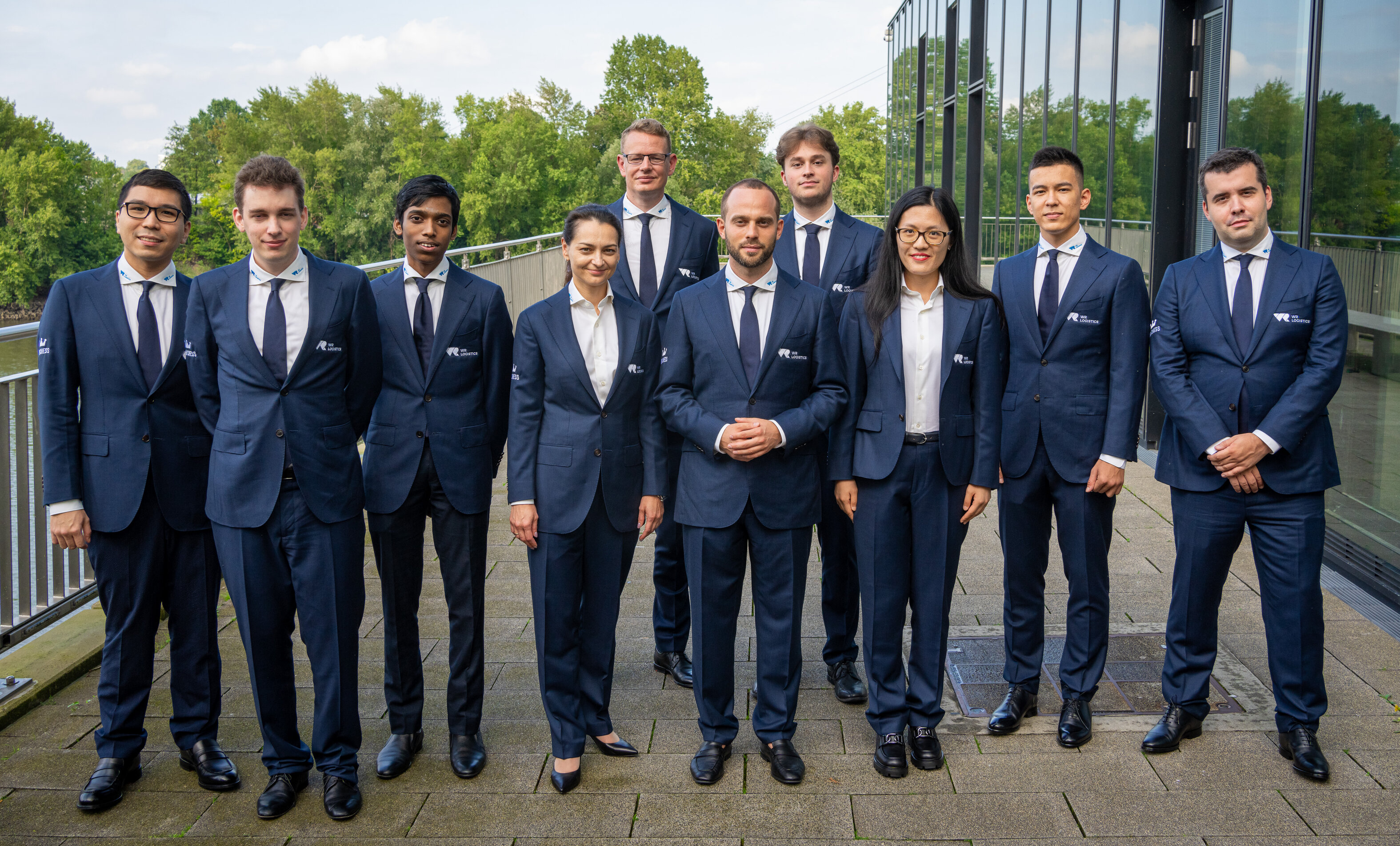
L'équipe WR Chess, championne du monde par équipe de parties rapides en 2023.
De gauche à droite: Wesley So, Jan-Krzysztof Duda, Praggnanandhaa R, Alexandra Kosteniouk, Jan Gustafsson, Wadim Rosenstein, Vincent Keymer, Hou Yifan, Nodirbek Abdusattorov, Ian Nepomniachtchi

Le Championnat du Monde par équipes de parties rapides sous l'égide de la FIDE était un tournoi d'échecs par équipes, joué sous contrôle du temps rapide et organisé par la Fédération internationale des échecs (FIDE) en collaboration avec WR Logistics GmbH. Le tournoi a eu lieu à Düsseldorf, en Allemagne, du 26 au 28 août 2023.

## Vue d'ensemble
Le Championnat du Monde par équipes de parties rapides sous l'égide de la FIDE a suivi le système suisse avec 12 tours. Les règles du tournoi ont garanti l'inclusion, la diversité et une représentation équitable en exigeant que chaque équipe comprenne au moins une joueuse et au moins un joueur dans chaque équipe qui n'avait pas atteint un classement FIDE Standard, Rapide ou Blitz de 2000 points Elo ou qui n'était pas classé.

## Les champions du monde participant à la compétition
Les participants au championnat comprenaient d'anciens champions du monde, tels que Viswanathan Anand, Vladimir Kramnik, Hou Yifan, Mariya Mouzytchouk et Alexandra Kosteniouk, ainsi que des vice-champions du monde, des vainqueurs de la Coupe du monde et d'anciens champions du monde en échecs rapides et en blitz.
Environ 300 participants du monde entier, dont plus de 15 champions olympiques, ont formé 36 équipes pour concourir.

## Les favoris et les meilleurs
La FIDE avait désigné les équipes suivantes comme étant parmi les plus fortes et les plus grandes favorites, en raison de l'expérience de l'équipe et de son classement moyen.
- Freedom (Richárd Rapport, Viswanathan Anand, Daniil Doubov, Vidit Santosh Gujrathi, Ievgueni Naïer, Polina Chouvalova, Alexander Shapiro)[4];
- WR Chess (Ian Nepomniachtchi, Jan-Krzysztof Duda, Wesley So, Nodirbek Abdusattorov, Vincent Keymer, Praggnanandhaa R, Hou Yifan, Alexandra Kosteniouk, Wadim Rosenstein)[4];
- Kompetenzakademie Allstars (Fabiano Caruana, Levon Aronian, Gukesh D, Sebastian Siebrecht, Nino Batsiachvili, Keti Tsatsalachvili, Rainer Becker, Manfred Schneider)[4];
- Chess Pensioners (Vladimir Kramnik, Peter Svidler, Leinier Domínguez, Darmen Sadvakassov, Jovanka Houska, Christoph Barati, Dennis Koenig, Miron Ananiev, Yaroslav Ananiev)[4].

## Format et règles
Le Championnat du Monde par équipes de parties rapides sous l'égide de la FIDE avait adopté un format de tournoi suisse par équipes. Les équipes, composées de six à neuf joueurs, s'étaient affrontées dans des parties à la cadence de 15 minutes pour toute la partie plus un incrément de 10 secondes par coup. Le système de notation attribuait aux équipes 2 points pour une victoire, 1 point pour un match nul et 0 point pour une défaite à chaque tour. L'équipe ayant eu le plus grand nombre de points de match à la fin du tournoi avait été couronnée championne du monde d'échecs rapide par équipe.

## Prix
Le championnat avait offert un prix total de 250 000 euros. En cas d'égalité, le prix avait été partagé à parts égales entre les équipes ex æquo,,

## Horaire
Le tournoi s'est déroulé sur trois jours du 26 au 28 août.

## Résultats
Avec un bilan de deux nuls et dix victoires sur 12 matches, le premier Championnat du Monde par équipes de parties rapides sous l'égide de la FIDE a été remporté par l'équipe WR Chess. Avec un total de 22 points, elle est sortie victorieuse. La deuxième place est occupée par l'équipe Freedom avec 20 points de match, tandis que l'équipe MGD1 occupe la troisième place avec 18 points. La quatrième place est occupée par l'équipe Armenia, tandis que la surprenante cinquième place est occupée par l'équipe Germany and Friends,.
Dans la ronde 5, l'équipe WR Chess a battu l'équipe Freedom, classée première, sur le score de 5:1. Alors que Jan-Krzysztof Duda, Praggnanandhaa, Hou Yifan et Wadim Rosenstein ont remporté leurs parties, Wesley So et Ian Nepomniachtchi ont fait match nul contre Vishy Anand et Daniil Dubov, respectivement,.
L'équipe dynamique Columbus Energy KingsOfChess de Cracovie a remporté la première place dans la catégorie des moins de 2 400 points. En outre, le prodige Christian Glöckler, âgé de onze ans et originaire de Hesse, a remporté le prix spécial de la meilleure partie jouée par un jeune joueur. Classé cinquième au niveau mondial dans sa catégorie d'âge, Glöckler a démontré son immense talent, contribuant ainsi à l'essor du jeu d'échecs allemand,.
| Place | Équipe                                    | Points de matchs | Départage 1 | Départage 2 |
| ----- | ----------------------------------------- | ---------------- | ----------- | ----------- |
| 1     | WR Chess                                  | 22               | 702         | 51          |
| 2     | Freedom                                   | 20               | 582.5       | 46.5        |
| 3     | Team MGD1                                 | 18               | 628.5       | 47.5        |
| 4     | Armenia                                   | 17               | 544.5       | 44          |
| 5     | Germany and Friends                       | 15               | 533         | 39.5        |
| 6     | ASV AlphaEchecs Linz                      | 14               | 549         | 45          |
| 7     | Columbus Energy KingsOfChess Kraków       | 14               | 482         | 41.5        |
| 8     | Berlin Chess Federation                   | 14               | 449.5       | 37.5        |
| 9     | Six-pack                                  | 13               | 497         | 39.5        |
| 10    | Chess Pensioners                          | 13               | 485.5       | 37.5        |
| 11    | KompetenzakademieAllstars                 | 13               | 473         | 41          |
| 12    | Chessbrah OFM                             | 13               | 465.5       | 43          |
| 13    | Ashdod Elit Chess Club                    | 13               | 448         | 37.5        |
| 14    | FIDE Management Board                     | 13               | 425         | 38.5        |
| 15    | Düsseldorfer Schachklub 1914/25 e.V.      | 13               | 414         | 39.5        |
| 16    | Team Chessemy.com                         | 13               | 356         | 35          |
| 17    | Rishon LeZion Chess Club                  | 12               | 451         | 40.5        |
| 18    | Schachverein Hemer                        | 12               | 364         | 34.5        |
| 19    | Doppelbauer Kiel                          | 12               | 353.5       | 37          |
| 20    | The Sharks                                | 12               | 353         | 36          |
| 21    | Kenya Commercial Bank Chess Club          | 12               | 284         | 37          |
| 22    | Chess Wizzards                            | 12               | 268         | 37          |
| 23    | Mitropa Chess Association                 | 12               | 249.5       | 36.5        |
| 24    | Blerickse Schaakvereniging                | 12               | 230.5       | 35          |
| 25    | Deutsche Schachjugend 1                   | 11               | 336.5       | 31          |
| 26    | Ukrainian Amators                         | 11               | 302.5       | 29.5        |
| 27    | Wensing & Pöbel                           | 11               | 286         | 31          |
| 28    | Aachener Schachverein von 1856            | 11               | 274         | 33.5        |
| 29    | PhileKhoob Chess Club                     | 11               | 257.5       | 36          |
| 30    | Africa                                    | 10               | 338.5       | 33.5        |
| 31    | Heilbronn Hustlers                        | 10               | 289.5       | 33.5        |
| 32    | École Polytechnique Française de Lausanne | 8                | 244         | 34          |
| 33    | Neustadt Weinstraße                       | 6                | 190         | 27.5        |
| 34    | MagdeBurg and Friends                     | 6                | 141.5       | 22          |
| 35    | Deutsche Schachjugend 2                   | 2                | 58          | 10          |
| 36    | Unischach Bayreuth                        | 1                | 148.5       | 17          |